# Bad Guy (album)
Bad Guy è l'album di debutto del cantante coreano Rain, pubblicato sul mercato sud-coreano il 13 maggio 2002, dove ha venduto 143 414 copie.

## Tracce
1. 雨 - Rain
2. 악수 - (Aksoo)
3. 나쁜 남자 - (Napun namja)
4. 나 - (Na)
5. 익숙치 않아서 - (Ik sook chi anh asuh)
6. Baby Baby
7. 안녕이란 말 대신 - (Anyoung iran mal daeshin)
8. 너처럼 featuring Bada - (Nu churum)
9. 나론 안되니 - (Na-run andwaeni)
10. 왜 - (Wae)
11. What's Love (feat. Danny, Lexy, 별 (Byul) e JYP)

## Singoli
- 2002 - Bad Guy (나쁜 남자)
- 2002 - Handshake (악수)